# Scotinotylus antennatus
Scotinotylus antennatus là một loài nhện trong họ Linyphiidae.
Loài này thuộc chi Scotinotylus. Scotinotylus antennatus được Octavius Pickard-Cambridge miêu tả năm 1875.